# Mandalaj
Mandalaj (burmai: မန္တလေး, angol: Mandalay) Mianmar (korábban Burma) második legnépesebb városa, egykori királyi székhelye, Felső-Burma gazdasági, oktatási, egészségügyi és kulturális központja.
A leginkább a kínai Jünnan tartományból érkező bevándorlók hatására az utóbbi húsz évben a település etnikailag még sokszínűbb lett, és a gazdasága is felvirágzott. Mandalaj északi központi szerepét az új főváros, Nepjida erőteljes fejlesztése után is megőrizte.

## Fekvése
Mandalaj Ranguntól 716 kilométerrel északra Iravádi (Irrawady) keleti partján fekszik.

## Éghajlat
| Hónap | Jan. | Feb. | Már. | Ápr. | Máj. | Jún. | Júl. | Aug. | Szep. | Okt. | Nov. | Dec. | Év   |
| --- | ---- | ---- | ---- | ---- | ---- | ---- | ---- | ---- | ----- | ---- | ---- | ---- | ---- |
| Rekord max. hőmérséklet (°C) | 37,2 | 39,2 | 42,8 | 48,0 | 45,0 | 42,0 | 41,6 | 39,8 | 43,4  | 39,2 | 38,5 | 34,0 | 48,0 |
| Átlagos max. hőmérséklet (°C) | 29,6 | 32,7 | 36,6 | 38,9 | 36,9 | 35,2 | 35,1 | 34,3 | 34,0  | 33,4 | 31,1 | 29,1 | 33,9 |
| Átlagos min. hőmérséklet (°C) | 13,7 | 16,0 | 20,4 | 24,7 | 25,9 | 26,1 | 26,2 | 25,8 | 25,4  | 24,0 | 19,9 | 15,4 | 22,0 |
| Rekord min. hőmérséklet (°C) | 8,0  | 10,0 | 12,8 | 13,0 | 17,4 | 20,0 | 20,0 | 19,5 | 20,5  | 18,5 | 11,1 | 7,6  | 7,6  |
| Átl. csapadékmennyiség (mm) | 1    | 4    | 6    | 40   | 130  | 100  | 75   | 133  | 157   | 131  | 36   | 5    | 817  |
| Havi napsütéses órák száma | 309  | 280  | 301  | 291  | 267  | 208  | 182  | 168  | 215   | 223  | 269  | 278  | 2991 |
| Forrás: Norwegian Meteorological Institute (average high and average low, and rainfall 1981–2010), World Meteorological Organization (rainy days 1961–1990), Deutscher Wetterdienst (mean temperatures 1991–2010) , Danish Meteorological Institute (sun and relative humidity, 1931–1960), Meteo Climat (record highs and lows), |      |      |      |      |      |      |      |      |       |      |      |      |      |

## Története
Mandalaj várost Mindon király (1808–1878) alapította 1857-ben, és ide helyezte székhelyét.

## Gazdaság
Mandalaj Észak- és Közép-Burma fő kereskedelmi és kommunikációs központja. Az Indiába és Kínába irányuló burmai külkereskedelem jelentős része a városon keresztül – leginkább a város nagyszámú kínai lakosságának közvetítésével – zajlik.

## Testvérvárosok
- Kunming, Kína
- Phnompen, Kambodzsa

## Képgaléria

Mandalaj - Mandalay - မန္တလေးမြို့
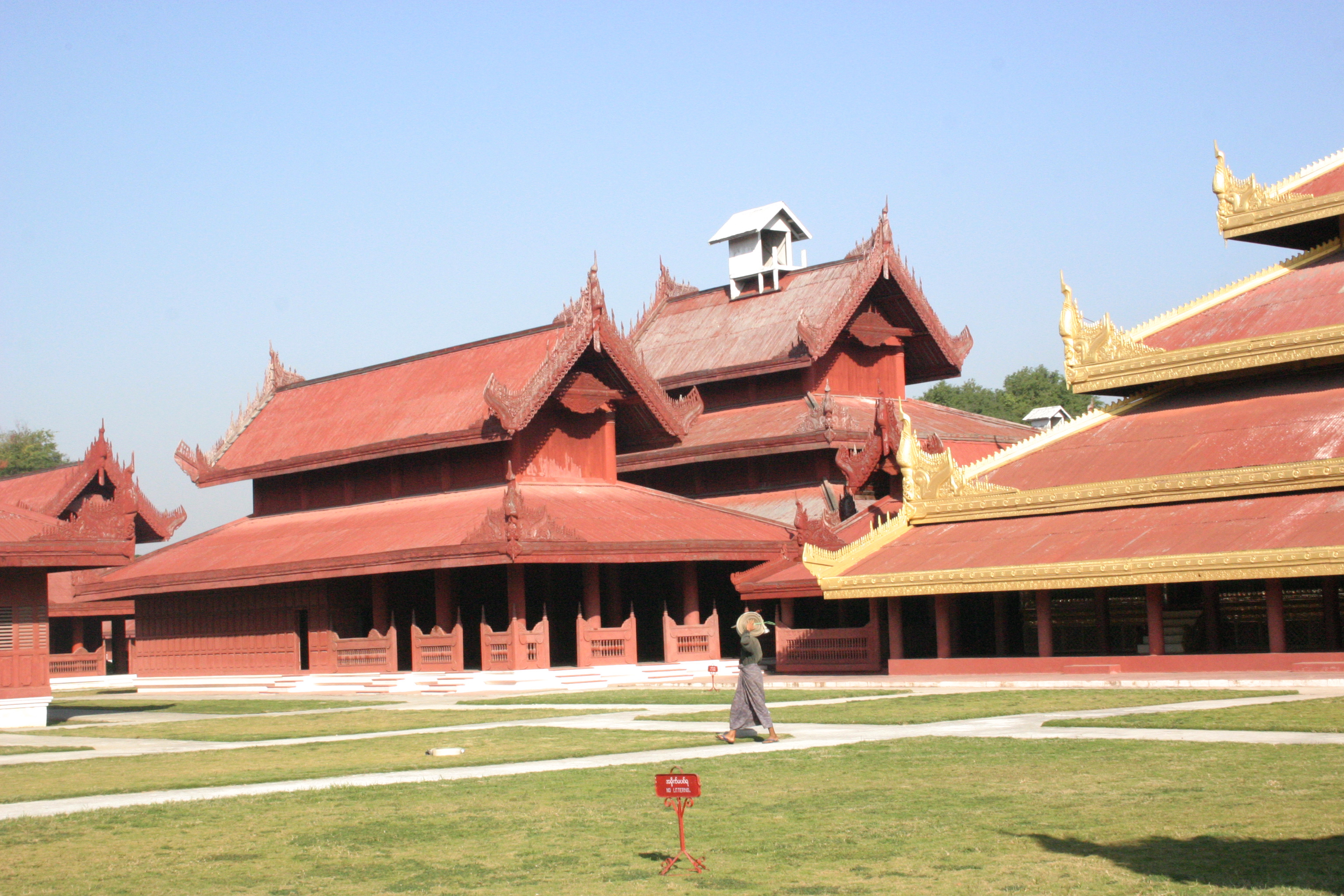
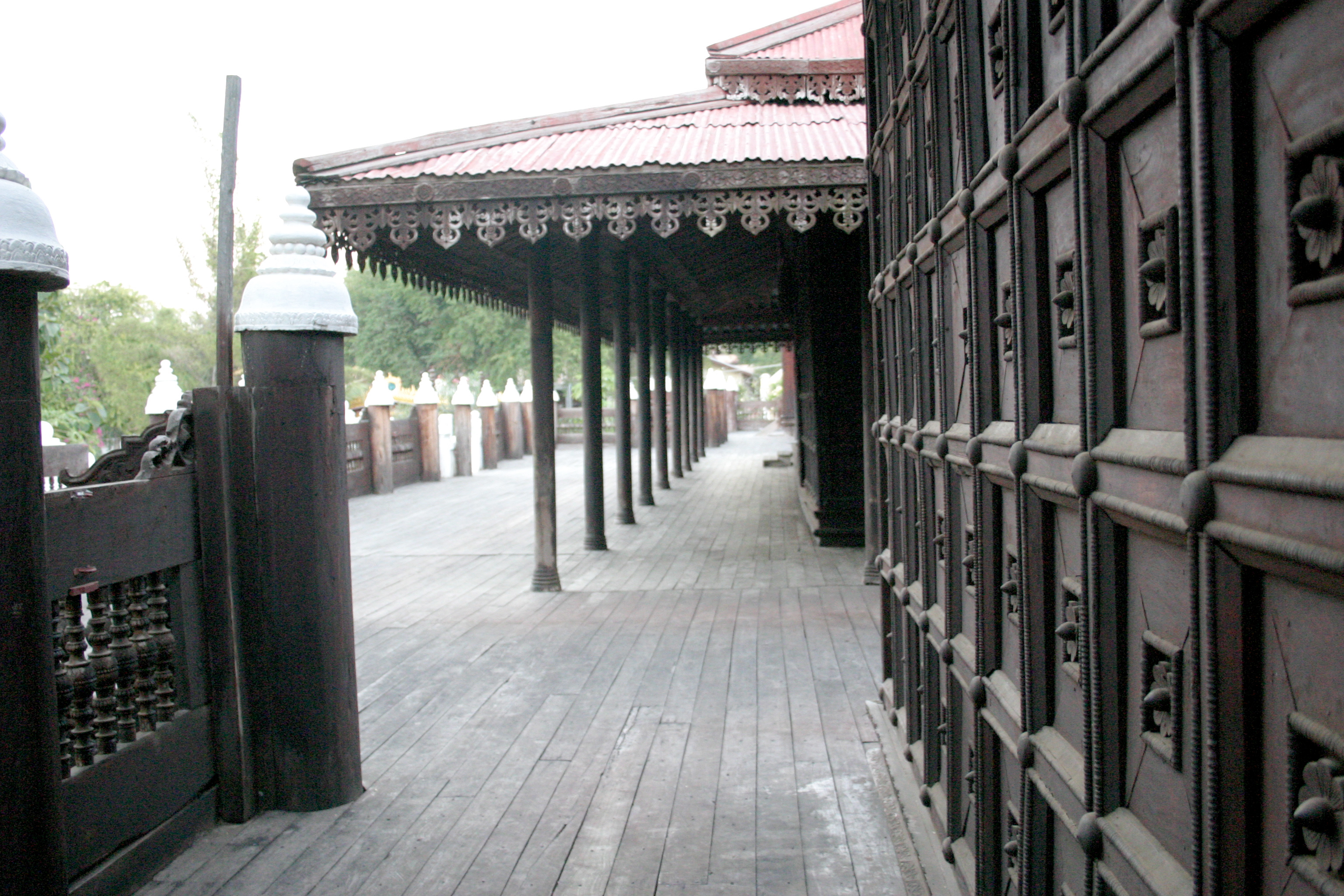
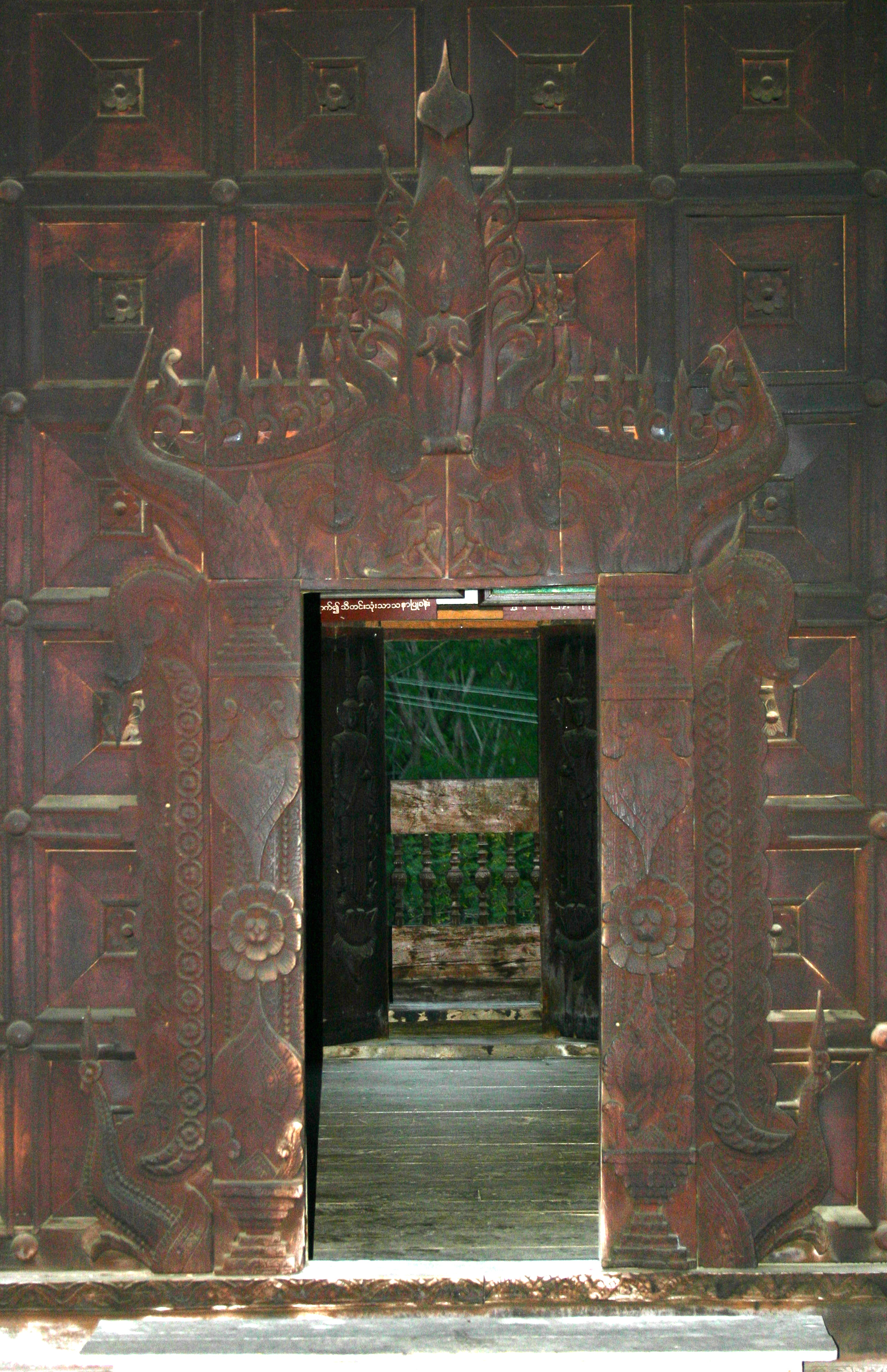
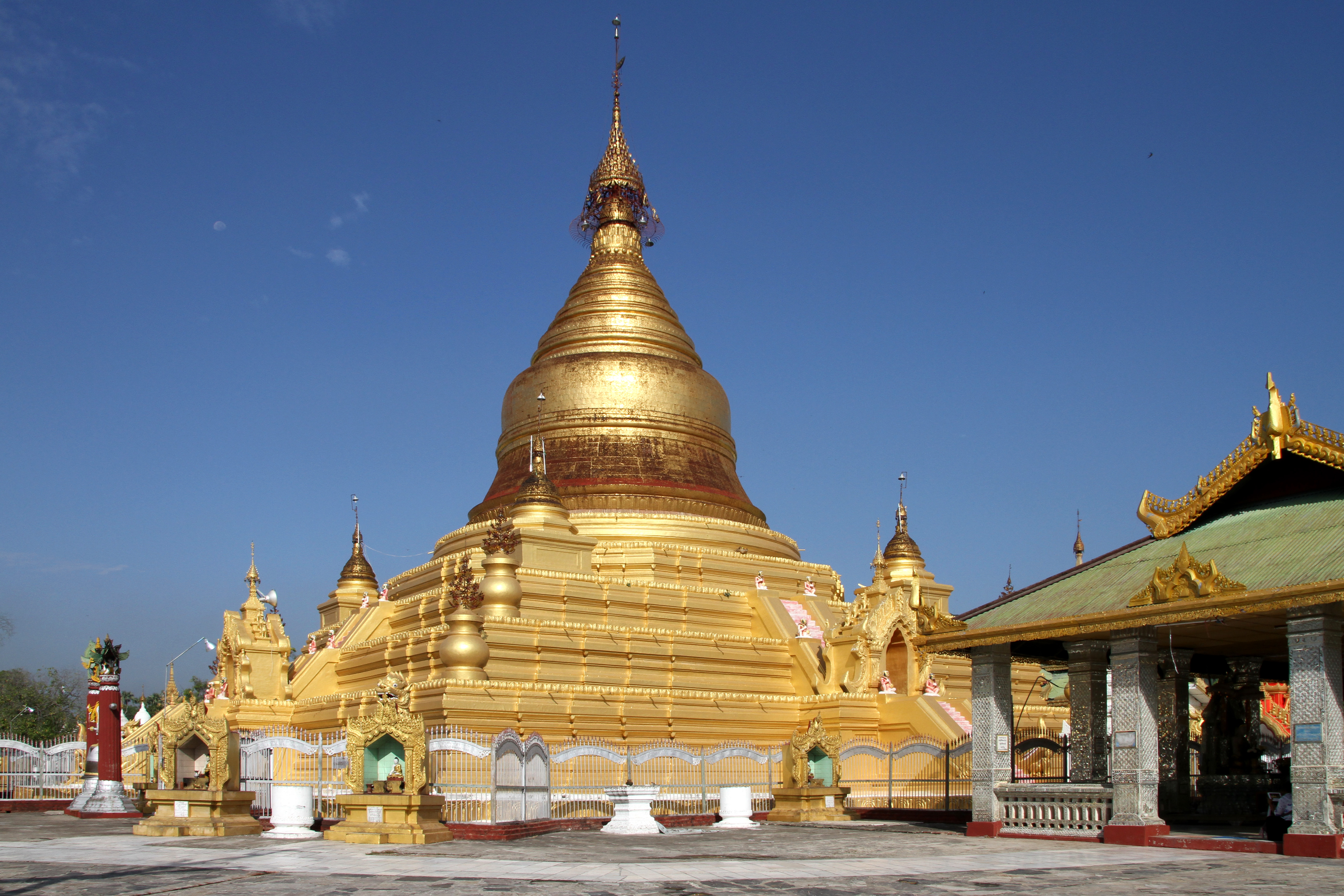
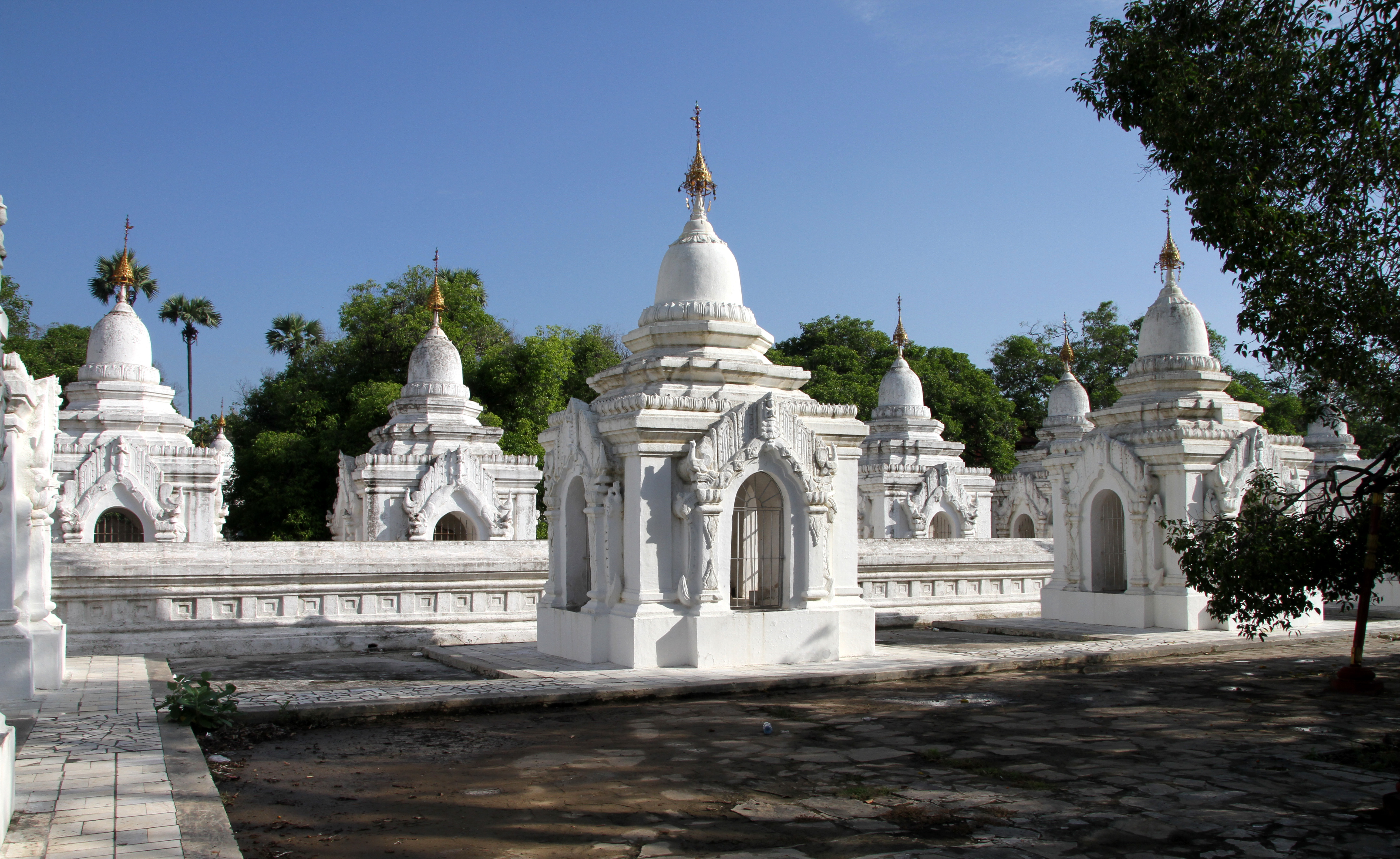
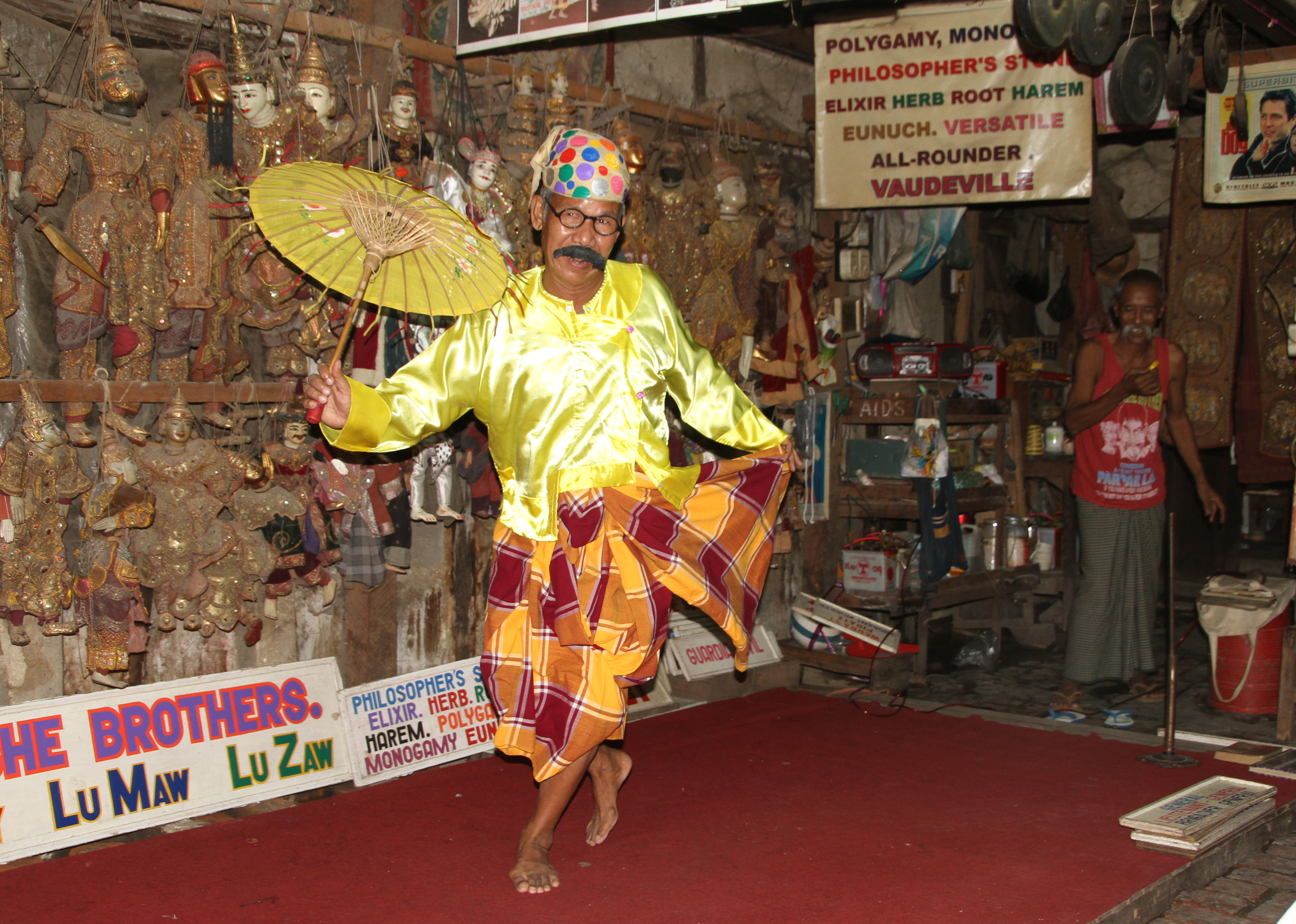
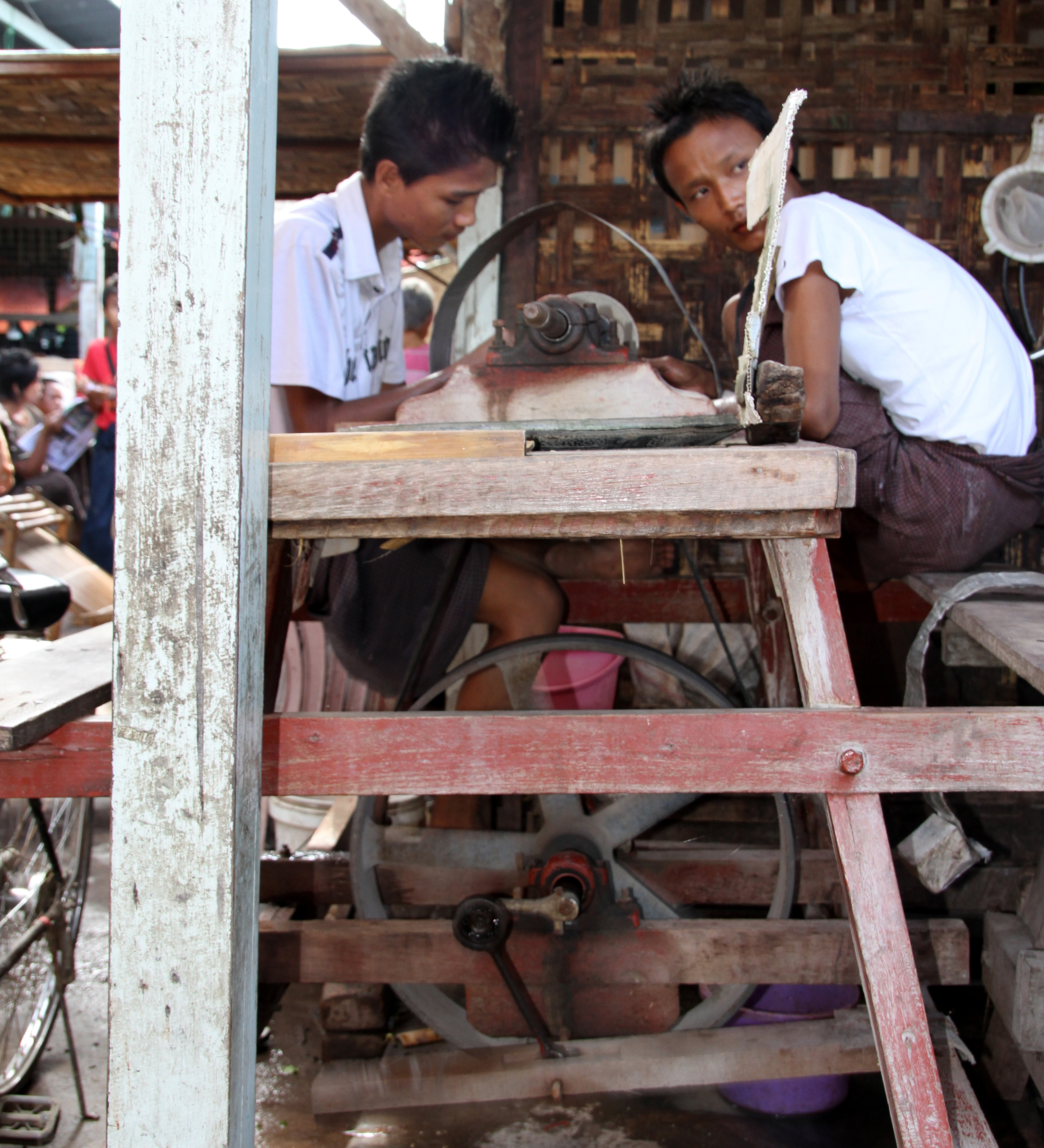
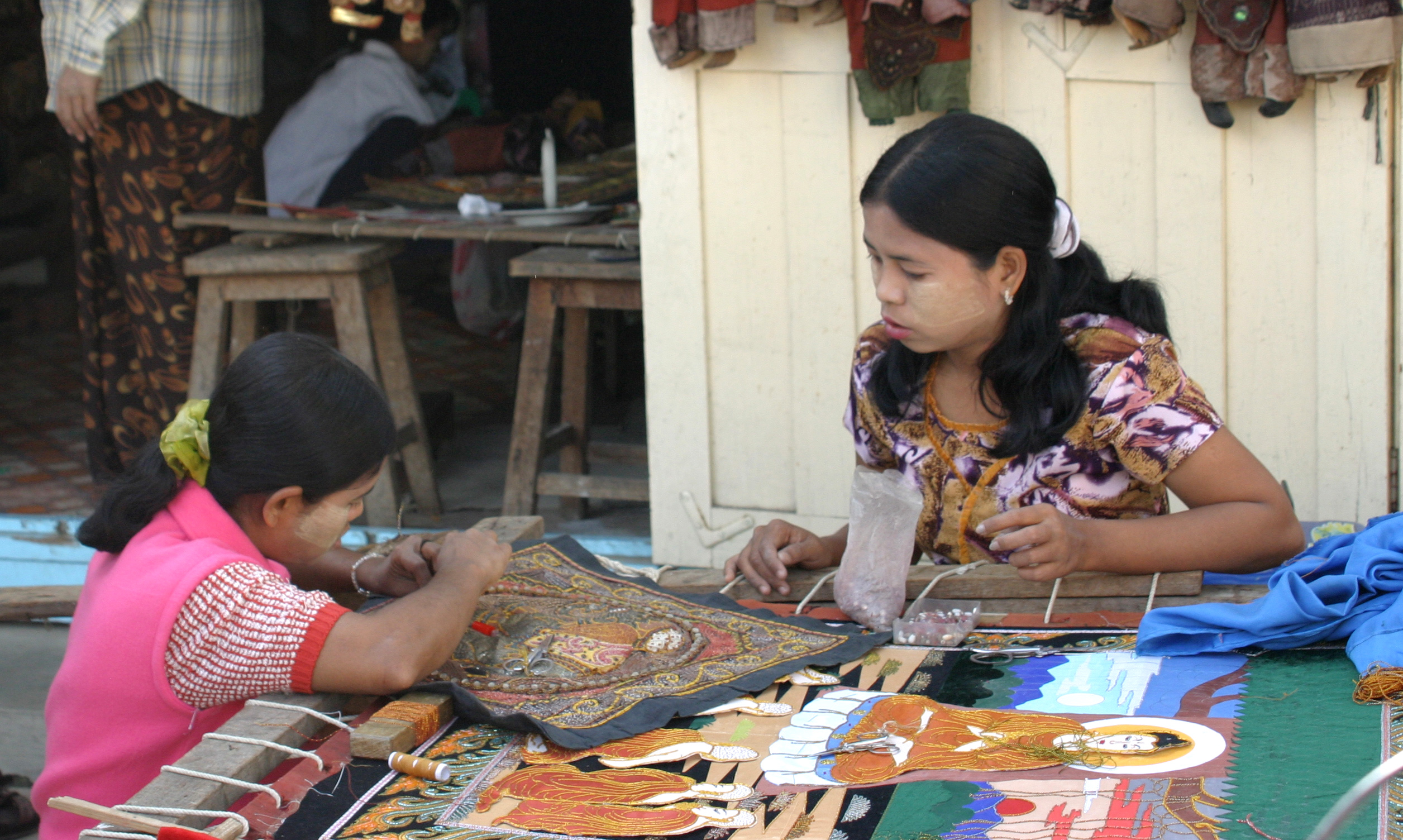
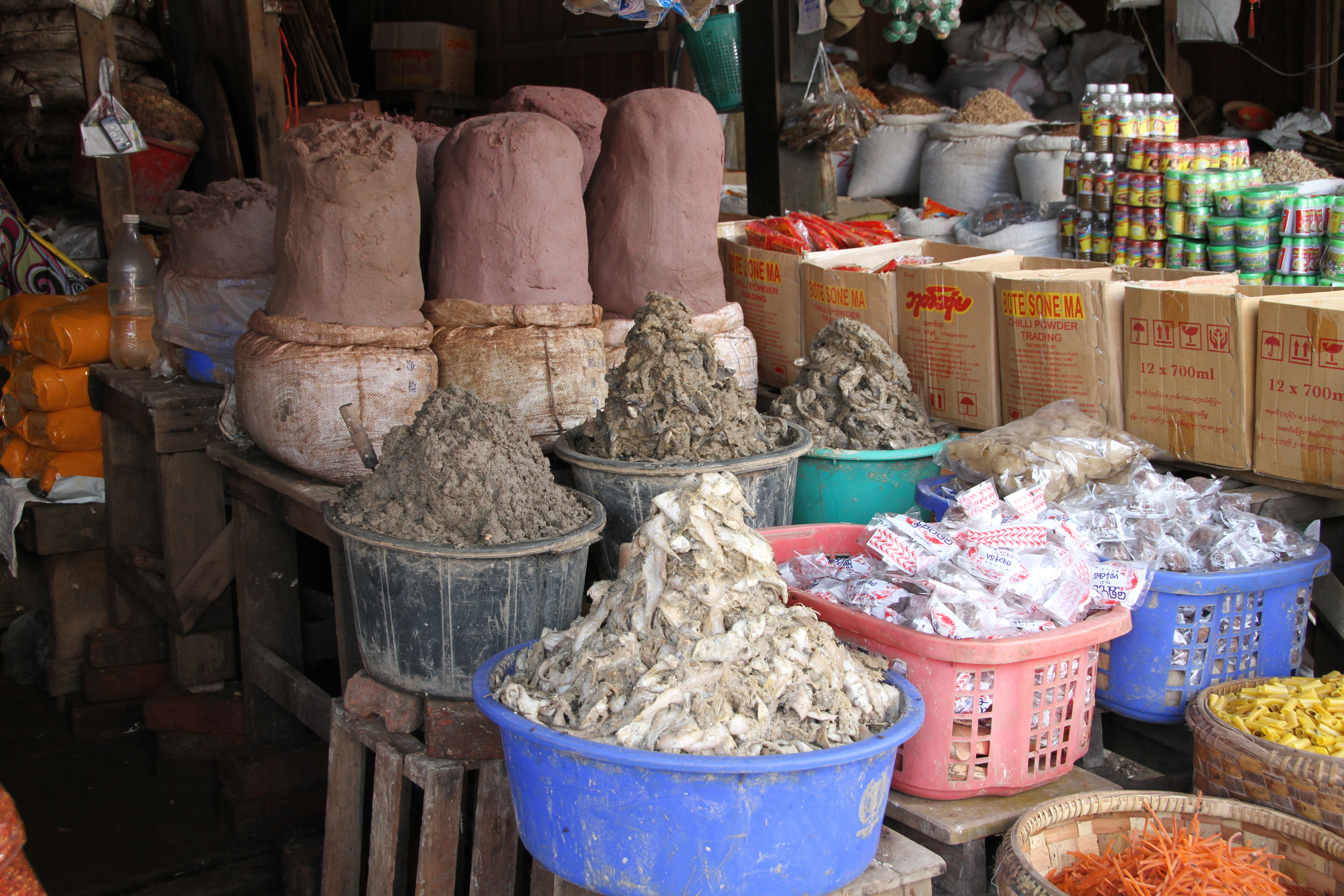
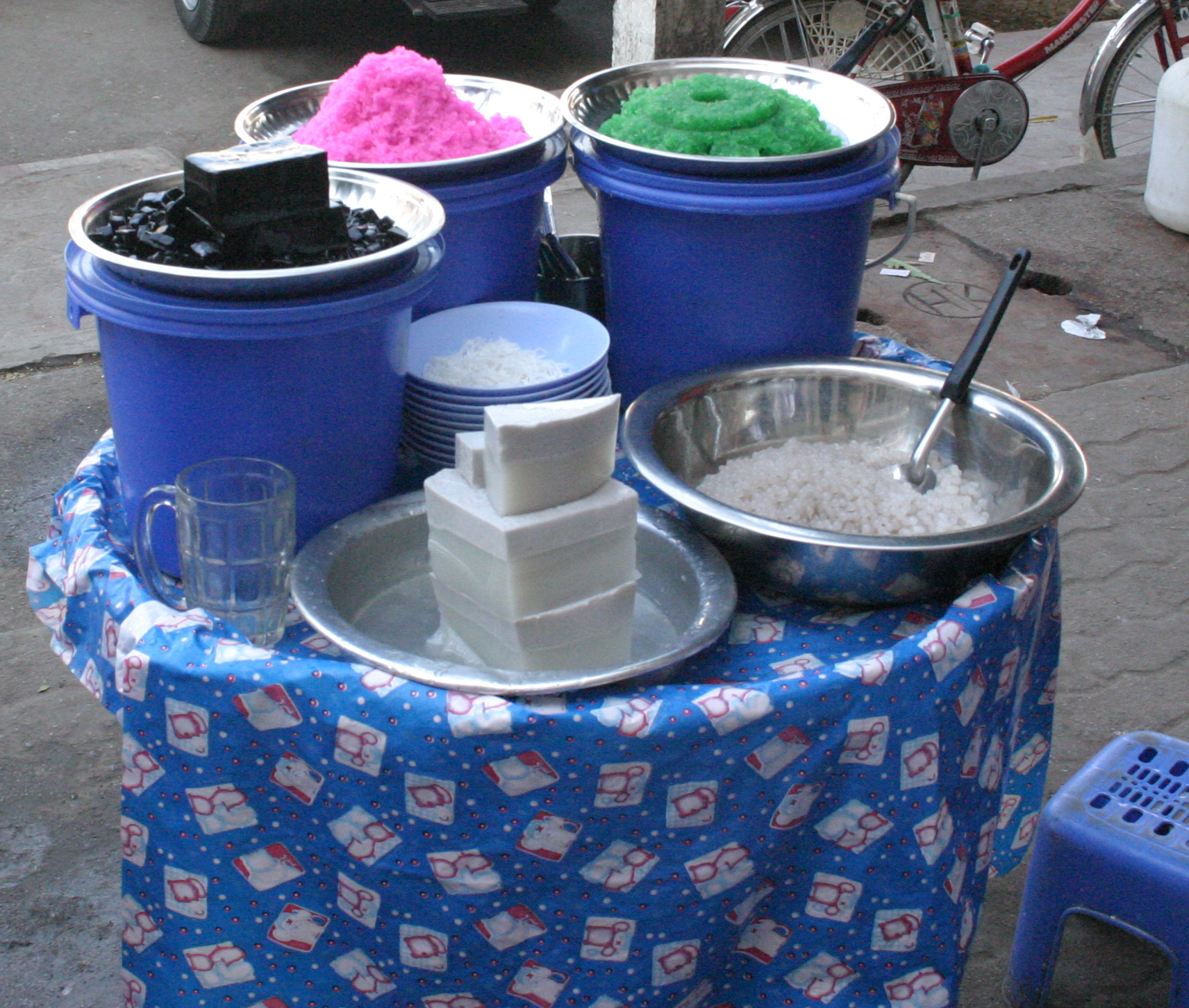

## Külső hivatkozások
- Mandalaj honlapja